# Franz Müllner (Politiker, 1878)
Franz Müllner (* 8. September 1878 in Linz; † 11. April 1955 in Bad Ischl, Oberösterreich) war Oberfinanzrat, Hofrat und österreichischer Politiker der Christlichsozialen Partei (CSP).

## Ausbildung und Beruf
Nach dem Besuch der Volksschule ging er an ein Gymnasium und wurde Finanzbeamter. Im Jahr 1936 wurde er Amtsvorstand der Steueradministration in Linz. 1938 wurde er pensioniert.

## Politische Funktionen
- 1919–1928: Erster Bürgermeister-Stellvertreter von Grieskirchen
- 1928–1936: Bürgermeister von Grieskirchen

## Politische Mandate
- 27. April 1934 bis 2. Mai 1934: Abgeordneter zum Nationalrat (IV. Gesetzgebungsperiode), CSP